# Ані хвилини спокою
«Ані хвилини спокою» (фр. Une heure de tranquillité) — французький комедійний фільм, знятий Патрісом Леконтом за однойменною п'єсою Флоріана Зеллера. Прем'єра стрічки в Україні відбулась 28 квітня 2016 року. Фільм розповідає про один день з життя дантиста Мішеля Лепру.

## У ролях
- Крістіан Клав'є — Мішель Лепру
- Кароль Буке — Наталі Лепру
- Валері Боннетон — Ельза
- Россі де Пальма — Марія
- Стефан Де Гродт — Павел
- Себастьєн Кастро — Себастьян Лепру
- Жан-П'єр Мар'єль — батько Мішеля